# Artanisj ler
Artanisj ler (armeniska: Արտանիշ լեռ: Artanisj (berg)) är ett berg i Armenien. Det ligger i den centrala delen av landet, 70 kilometer öster om huvudstaden Jerevan. Toppen på Artanisj ler är 2 450 meter över havet, eller 514 meter över den omgivande terrängen. Bredden vid basen är 7,2 km.
Terrängen runt Artanisj ler är kuperad åt nordost, men åt sydväst är den platt. Närmaste större samhälle är Tjambarak, 13,4 kilometer norr om Artanisj ler.
Trakten runt Artanisj ler består i huvudsak av gräsmarker. Runt Artanish Lerr är det ganska tätbefolkat, med 72 invånare per kvadratkilometer.